# Туво масара
Туво масара (Tuwon masara) — це страва (свалоу) кукурудзяного борошна, яку їдять у північній частині Нігерії. 

## Етимологія
Термін tuwon masara утворено з двох слів хауса: tuwo (варена кукурудзяна мука) і masara (кукурудза). Тувон масара схожа на садзу, популярну страву південної Африки. У Гані туво масару називають і їдять як туво зафі. Це популярна страва на півночі Нігерії. 

## Використання
Туво масара  іноді їдять з різними типами супу: міяр кука (суп з баобаба) чи інші.